# Douzelage

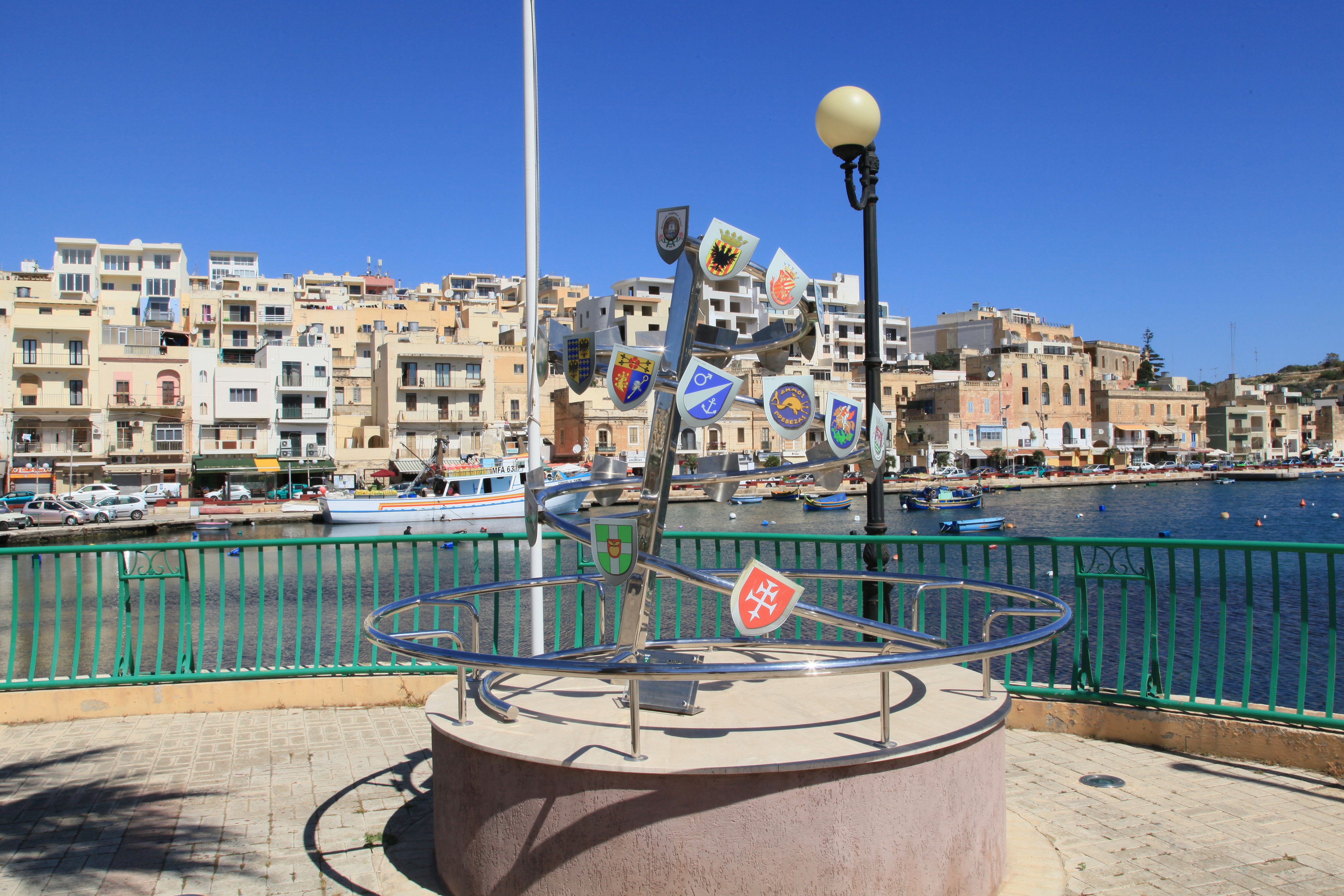
Památník 20. výročí vzniku sdružení v maltské Marsaskale

Douzelage je sdružení měst Evropské unie, jehož cílem je propojit jednotlivá města a jejich obyvatele v různých oblastech (kultura, sport, vzdělávání, ekonomika, turismus) za účelem vzájemného prospěchu a spolupráce a posilovat v rámci tohoto společenství evropského ducha. Z každého státu Evropské unie se smí zapojit pouze jedno město. Vytváří se tak mezinárodní síť partnerských měst. Organizace je podporována Evropskou komisí.
Název Douzelage vznikl z francouzských slov douze (dvanáct – vztaženo k 12 zakládajícím státům) a jumelage (sdružování).

## Historie a rozšiřování
Myšlenka založit takové společenství vzešla z partnerství francouzského města Granville a města Sherborne v Anglii roku 1989. Roku 1991 se v Granville konala schůze zakládajících členů (po jednom z každého z tehdejších 12 členských států Evropské unie) a organizace Douzelage začala oficiálně existovat.

### Zakládající města
- Altea, Španělsko
- Bellagio, Itálie
- Bundoran, Irsko
- Granville, Francie
- Holstebro, Dánsko
- Houffalize, Belgie
- Bad Kötzting, Německo
- Meerssen, Nizozemsko
- Niederanven, Lucembursko
- Preveza, Řecko
- Sesimbra, Portugalsko
- Sherborne, Spojené království

### Další členská města
Organizace od svého založení přijala další členy z nových členských států Evropské unie:
- Oxelösund, Švédsko (1998)
- Judenburg, Rakousko (1999)
- Chojna, Polsko (2004)
- Köszeg, Maďarsko (2004)
- Sigulda, Lotyšsko (2004)
- Sušice, Česko (2004)
- Türi, Estonsko (2004)
- Zvolen, Slovensko (2007)
- Prienai, Litva (2008)
- Marsaskala, Malta (2009)
- Siret, Rumunsko (2010)
- Agros, Kypr (2011)
- Škofja Loka, Slovinsko (2011)
- Trjavna, Bulharsko (2011)
- Rovinj, Chorvatsko (2016)
- Asikkala, Finsko